# Diethoxy(dimethyl)silan
Diethoxy(dimethyl)silan (auch DMDEOS oder DMDES) ist eine chemische Verbindung, welche zur Klasse der Silane gehört.

## Verwendung
Diethoxy(dimethyl)silan ist ein Monomer, das bei der Herstellung des Siliconpolymers Polydimethylsiloxan (PDMS) verwendet werden kann. Weiterhin kann es zum Korrosionsschutz und zusammen mit Triethoxy(methyl)silan zur Herstellung von dünnen Siliziumdioxid-Schichten eingesetzt werden.
Eine Polykondensation auf Basis einer Säurekatalyse kann Diethoxy(dimethyl)silan und Schwefelsäure als Beschichtung einem Material amphiphobische Eigenschaften verleihen.